# Richard O'Connor
Richard O'Connor (Srinagar, India, 21 de agosto de 1889-Londres, Reino Unido,17 de junio de 1981) fue un militar británico, que alcanzó el grado de general en el Ejército británico durante la Segunda Guerra Mundial. 

## Historial militar
Richard O'Connor estuvo al mando de la Western Desert Force en 1940 y 1941 en Egipto, durante la campaña en África del Norte. Logró evitar la invasión del Regio Esercito italiano (el 10.º Ejército, al mando del mariscal Rodolfo Graziani). Ante la gravedad de la situación en Libia, Adolf Hitler decidió enviar allí al general de la Wehrmacht Erwin Rommel, para enderezar la situación. 
O'Connor fue hecho prisionero en las cercanías de Derna, y enviado a un campo de prisioneros en Italia, donde permaneció dos años y medio, entre 1941 y 1943.
Tras la rendición de Italia en 1943, por medio del armisticio de Cassabile, Richard O'Connor fue liberado de su cautiverio, reintegrándose a los ejércitos Aliados. Así, durante la batalla de Normandía, en 1944, estuvo al mando del VIII Cuerpo de Ejército británico, unidad que mandó igualmente durante la Operación Market Garden.
- Datos: Q352630
- Multimedia: Richard O'Connor / Q352630